# أوفه رايندرس
أوفه راينديرس (بالألمانية: Uwe Reinders)
لاعب كرة قدم ألماني معتزل كان يجيد اللعب في مركز المهاجم.
ولد في 19 يناير 1955

 وكانت ولادته في إسن.
لعب راينديرس في أندية شفارز فيس إسين (1974-1977) فيردر بريمن (1977-1985) بوردو (1985-1986) رين (1986-1987).
شارك راينديرس مع منتخب ألمانيا الغربية في 4 مباريات دولية مسجلا هدف واحد في سنة 1982. تم استدعائه للمشاركة في بطولة كأس العالم لكرة القدم 1982 التي أقيمت في إسبانيا. في الدور الأول غاب عن المباراة الأولى أمام منتخب الجزائر ولكنه شارك بديلا في المباراة الثانية أمام منتخب تشيلي وسجل هدفه الدولي الوحيد بينما غاب عن المباراة الثالثة أمام منتخب النمسا. في الدور الثاني شارك أساسيا أمام منتخب إنجلترا ولكنه لم يفعل شيء وتم استبداله وفي المباراة الثانية شارك بديلا وساهم بشكل كبير في الفوز على منتخب إسبانيا المستضيف 2/1 بينما غاب عن مباراة الدور النصف النهائي والمباراة النهائية أمام منتخبي فرنسا وإيطاليا على التوالي.
تولى راينديرس تدريب أندية إنتراخت براونتشفيغ (1987-1990) هانزا روستوك (1990-1992) دويسبورغ (1992-1993) هيرتا برلين (1993-1994) ساتشسين ليبزيغ (1994-1997) إنتراخت براونتشفيغ(2002-2004).

## مسيرته الكروية
لعب أوفه رايندرس خلال مسيرته الاحترافية مع 5 أندية في خمسة عشر موسمًا وسجل خلالها 114 هدف ضمن 347 مباراة. حيث فاز في موسمين بالكأس وفي موسم واحد بالدوري.
خاض أوفه رايندرس مسيرته مع نادي شفارز فيس إسين في موسم 1974–75 واستمر معه طيلة ثلاثة مواسم، مشاركًا في 40 مباراة سجل خلالها 8 أهداف. ثم انتقل إلى نادي فيردر بريمن في موسم 1977–78 ليلعب معه ثمانية مواسم، حيث شارك في 243 مباراة سجل خلالها 83 هدفًا. لينتقل بعدها إلى نادي جيروندان بوردو في موسم 1985–86 ولمدة موسمين، مشاركًا في 36 مباراة سجل خلالها 15 هدفًا. ثم انتقل إلى نادي ستاد رين في موسم 1986–87 لمدة موسم واحد، مشاركًا في 10 مباريات ولم يسجل أي هدف. هذا وانتقل لاحقًا إلى نادي آينتراخت براونشفايغ في موسم 1987–88 لمدة موسم واحد، مشاركًا في 18 مباراة سجل خلالها 8 أهداف.

## روابط خارجية
- أوفه رايندرس على موقع الاتحاد الدولي (مؤرشف)  (الإنجليزية)
- أوفه رايندرس على موقع قاعدة بيانات كرة القدم.إي يو (الإنجليزية)
- أوفه رايندرس على موقع بيانات كرة القدم. دي إي (الألمانية)
- أوفه رايندرس على موقع ناشيونال فوتبول تيمز (الإنجليزية)
- أوفه رايندرس على موقع عالم كرة القدم.نت (الإنجليزية)